# Estudio Mural
Estudio Mural es un centro de arte y residencias ubicado en Santiago, la capital de Chile, dentro del Barrio Brasil.
Fue fundado por Stfi Leigthon y María Carlos (también llamada MC Coloridas) en octubre de 2024, buscando potenciar el crecimiento del arte público a través de sus exposiciones. Actualmente han presentado 2 exhibiciones, ambas de entrada liberada, en un estilo de Exposición Emergente y con enfoques en la mujer.

## Exposiciones

### Retrospectiva
Producida por la muralista Stfi Leigthon el 12 de octubre de 2024, consistió en un repaso de los 13 años de trayectoria de la artista tras sus viajes a diversos países haciendo obras.
Tuvo un discurso de apertura escrito y leído por la artista urbana Bisy Unah.

### POP UP
Presentada por María Carlos Guerra el 20 de diciembre de 2024, presentaba lienzos de diversos tamaños que representaban a mujeres ficticias de grandes tamaños creadas por la artista, en sus palabras: “Imagino que de repente nosotros somos el mundo pequeño y ellas se asoman, como que de alguna manera se está saliendo del marco”.
Dentro de la exhibición la DJ y tecladista Lorena Álvarez (también conocida como Lorelei) se presentó para acompañar el evento.

### Resistencia Skate
La organizo Colectivo Karam Karam el 16 de noviembre de 2024 con el fin de recaudar dinero para el 'Surviving Gaza’s Winter: Help Moataz's family and neighbors', una recaudación de fondos para la familia del joven palestino Moataz Al-Ghalayini. 
Se presentaron y vendieron 20 tablas intervenidas por 20 artistas (Entre ellos Elisa Alcalde, Victoria Allende y Maite Araia) y Buen Clima junto con el Coletivo Karam Karam presentaron música para acompañar el evento.